# آق شمس الدين
آق شمس الدين، هو محمد شمس الدين بن حمزة (792هـ،1389-1459م) (بالتركية: Ak Şemsettin)، يتصل نسبه إلى الخليفة الراشد أبو بكر الصديق. هو عالم عثماني وأحد علماء النبات، والطب، والصيدلة، وهو يُعتبر القائد المعنوي لفتح القسطنطينية مع شمس الدين البخاري (أمير سلطان) الذي سبقه بوضع اللبنات وتوفي عام 1429م، إذ أنه أحد شيوخ السلطان محمد الفاتح ومربيه ، وكان له أثراً على شخصية السلطان محمد الفاتح.

## لقبه
كلمة «آق» في اللغة العثمانية تعني اللون «الأبيض»، وهي تعني أيضاً: «طَاهِر» أو «عَفِيف».

## حياته
ولد في دمشق عام 1389م، وحفظ القرآن الكريم وهو ابن 7 أعوام في مدارس دمشق وتعلم في أماسيا وحلب وأنقرة. كان من مُعلِّمِي السلطان محمد الفاتح، علّمه القرآن والفقه والرياضيات والفلك والتاريخ. شارك في فتح القسطنطينية وسُمِّي من قبل البعض الفاتح المعنوي لها.
كان مهتمًا بعلوم أخرى كعلم النبات، والطب والصيدلة، ومن كتبه: كتاب مادة الحياة وكتاب الطب. يرى البعض أن شمس الدين هو أول من وضع تعريف للميكروب، حيث قال: «إنها صغيرة ودقيقة إلى درجة عدم القدرة على رؤيتها بالعين المجردة». واهتم أيضا بمرض السرطان، وكتب عنه.

## مؤلفاته
من أشهر مؤلفاته كتابين في الطب هما «مادة الحياة» و«كتاب الطب» وهما باللغة العثمانية، وسبع كتب باللغة العربية من أهمها «حل المشكلات» و«الرسالة النورية» و«رسالة في ذكر الله». ومن كتبه أيضاً «مقامات الأولياء».

## قبر الصحابي أبي أيوب الأنصاري
بعد فتح القسطنطينية سنة 857 هـ (1453 م) حدد الشيخ آق شمس الدين موضع قبر أبو أيوب الأنصاري، قائلا: «إني أشاهد في هذا الموضع نورا، لعل قبره ها هنا» وذهب لذلك الموضع وتوجه زمانا، ثم قال: «التقت روحه مع روحي وهنأني بهذا الفتح» وقال: «شكر الله سعيكم حتى خلصتموني من ظلمة الكفر». وبعد ذلك أمر السلطان محمد الفاتح ببناء قبة على ذلك الموقع.

## وفاته
توفي عام 1459م بعد فتح القسطنطينية بست سنوات في قرية غونيوك (بالتركية: Göynük) الواقعة حالياً بمحافظة بولو (بالتركية: Bolu) بمنطقة البحر الأسود، على بُعد حوالي 170 كلم شرقي القسطنطينية (إسطنبول).